# Handymax (velikostni razred ladij)
Handymax in Supramax sta velikostna razreda transportnih ladij na razsuti tovor. Razred Handysize obsega Supramax (50 000 do 60 000 ton nosilnosti (DWT), Handymax (40 000 do 50 000 ton nosilnosti (DWT) in Handy (<40 000 DWT). 
Nekatere ladje imajo različne tovore v različnih predelih ladje. Ladje večjih kapacitet so Panamax, Capesize, Very Large Ore Carriers (VLOC) in Chinamax. Velikokrat imajo ladje imajo opremo (dvigala) za natovarjanje in raztovarjanje in lahko tako delujejo v večjem številu pristanišč.
Handymax ladja je po navadi 150 - 200 metrov dolga, na Japonskem po navadi samo do 190 metrov zaradi velikosti terminalov. Moderni handymax in supramax imajo nosilnost (DWT) 52 000 - 58 000 ton, pet prekatov za tovor in štiri dvigala.
Večina ladij Splošne plovbe je razreda Handymax.